# ウクライナの脱共産主義化
ウクライナの脱共産主義化（ウクライナのだつきょうさんしゅぎか）は、1991年のソビエト連邦の崩壊中に始まり、その後拡大していった。2014年の尊厳の革命とロシア・ウクライナ戦争の始まりを受けて、ウクライナ政府は共産主義のシンボル並びに全体主義とみなされるイデオロギーとしてのナチズムのシンボルを禁止する法律を成立させた。これは、ウクライナにおける非ロシア化と並んで、ウクライナにおける非植民地化の2つの主要な要素の1つである。
2015年5月15日、ペトロ・ポロシェンコ大統領は、ソ連の共産主義の記念碑（第二次世界大戦の記念碑を除く）の撤去のための6ヶ月の期間を開始する一連の法律に署名した。当時、この法律で22の都市と44の村が新たな名前に変更される予定となっていた。2015年11月21日までは、地方自治体が改名を行う権限を有しており、改名を怠った集落については、州当局が2016年5月21日までに名前を変更する必要があった。その日付の後も集落が古い名前であった場合、ウクライナ閣僚会議（政府）が集落に新しい名前をつけることができる。脱共産主義法に違反した場合は、メディア活動の停止および5年から10年の懲役刑が科せられる可能性がある。
ロシア・ウクライナ紛争の初期段階で、ウクライナ保安庁は、ウクライナ共産党が国内の親ロシア分離主義者とロシア代理勢力を支援していたと報告した。2015年7月、ウクライナ内務省はウクライナ共産党、ウクライナ共産党（革新）、労農共産党の選挙に参加する権利を剥奪し、ウクライナにおける共産党の登録を廃止するための訴訟を継続していると表明した。これらの政党は、ウクライナの主権と領土一体性の侵害、暴力的な国家転覆の扇動、ロシア代理勢力の支援に関与したとして、2015年12月までに禁止された。この禁止に対してウクライナ共産党は欧州人権裁判所に控訴した。
2016年までに51,493の通りと987の都市と村が（歴史的な名前の復元か新たな名前のいずれかに）改名され、1,320体のレーニン像と1,069体の他の共産主義者の記念碑が撤去された。

## 歴史

### 初期の非公式改革
1991年のソビエト連邦の崩壊とそれに続くウクライナの独立後、ウクライナでは非公式の脱共産主義プロセスが始まった。 旧ソ連のバルト三国やソ連以外のワルシャワ条約機構諸国では、脱共産主義がさらに目に見える形で徹底して行われた。ウクライナが1991年にソ連から独立した後の初代大統領であるレオニード・クラフチュクも、1990年代初頭に「脱ソ連化」を目的とした命令を出していた。
その後数年間で、ゆっくりとしたペースではあったものの、ウクライナではソ連指導者の歴史的記念碑が撤去されていった。このプロセスは、主にロシア語を話す工業化された東部地域よりも、ウクライナ語を話す西部地域でさらに進んだ。脱共産主義法は2002年、2005年、2009年、2011年、2013年にウクライナ議会で起草されたが、いずれも実現には至らなかった。

### ユーロマイダン後の改革

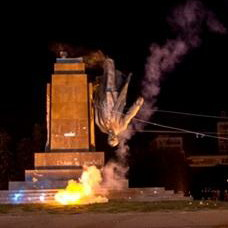
2014年9月28日、ハルキウでレーニン像が引き倒された

2013年12月8日にキーウのレーニン像が倒壊したのを皮切りに、ユーロマイダンの期間中およびその後にいくつかのレーニンの記念碑や像がデモ参加者によって撤去または破壊された。
2014年4月、ウクライナにおける正式な全国規模での脱共産主義プロセスの1年前に、ドニプロペトロウシクと同様に地方自治体が共産主義のシンボルや地名を削除、変更した。
2015年4月9日、ウクライナ議会は脱共産主義に関する法律を可決した。この法案は第二次ヤツェニュク内閣によって提出され、「共産主義および国家社会主義の全体主義政権」のシンボルの宣伝を禁止した。この法案の主な規定の一つで、ソ連の政権を「犯罪的」であり「国家的テロ政策を推進している」と認定した。この法律は、ウクライナでの共産主義のシンボルとプロパガンダの使用を禁止し、また、国家社会主義とその価値観のすべてのシンボルとプロパガンダ、ナチスまたはファシスト団体の活動も禁止している。この禁止は記念碑、場所、通りの名前に適用されるが、第二次世界大戦の記念碑やシンボルが墓地に置かれている場合には適用されない。
親共産主義の見解を表明することは違法ではなかったものの、共産主義のシンボルの禁止により、数百の像が撤去され、道路標識が取り替えられ、ドニプロのようなウクライナ有数の一部の大都市を含む人口密集地の名前が変更された。ドニプロ市当局は2015年6月、80の通り、堤防、広場、大通りの名前を変更する必要があると見積もった。Hromadske.TVのマキシム・エリスタヴィは、2015年4月下旬、全国規模での改名には約15億ドルかかると推定した。
この法律はまた、1917年から1991年（ソ連存続期間）までの「ウクライナ独立闘争」に参加した退役軍人に特別な法的地位を与えた。 同日、議会はまた、国家辞書における「大祖国戦争」という用語を、（「大祖国戦争」の場合のように1941年から1945年ではなく）1939年から1945年までの「第二次世界大戦」に置き換える法律を可決した）。
2015年5月15日、ウクライナ大統領のペトロ・ポロシェンコは脱共産主義法に署名した。これにより、共産主義の記念碑を撤去し、共産主義関連のテーマにちなんで名付けられた公共の場所の名前を変更する6か月の期間が始まった。
以下にはウクライナの脱共産主義法が適用されるが、これらだけに限定されない:
- ソビエト連邦の国旗
- ウクライナ・ソビエト社会主義共和国とソビエト連邦の他の14の共和国の国旗、並びに東欧と海外の社会主義国の国旗[注釈 1]
- ソビエト連邦とその構成共和国、並びに東欧と海外の社会主義国の国章[注釈 2]
- ソビエト連邦とその共和国の国歌[注釈 3]
- 赤い星
- 鎌と槌
- ウラジーミル・レーニン、レフ・トロツキー、ヨシフ・スターリン、毛沢東、金日成、チェ・ゲバラの肖像が描かれた画像
- 軍服

この法律は、2015年5月20日にホロス・ウクライニで公布された。これにより翌日から正式に発効した。
2015年6月3日、ウクライナ国家記憶研究所は、改名対象となる22の都市と44の村のリストを発表した。リストの都市や村の大半がウクライナ東部のドンバス地方にあり、残りは中央ウクライナ中部とウクライナ南部に位置していた。脱共産主義法に基づき、地方自治体は2015年11月21日までに自らが統治する集落の名前を変更しなければならず、名前変更を怠った集落については、州当局が2016年5月21日までに名前を変更する必要があった。その日付の後も集落の名前が古いままであった場合、ウクライナ閣僚内閣が集落の名前を変更した。
脱共産主義法に基づく2015年7月24日の法令で、ウクライナ内務省はウクライナ共産党、ウクライナ共産党（革新）、労農共産党から選挙に参加する権利を剥奪し、ウクライナの共産党の登録を廃止するための（2014年7月から始まった）訴訟を継続していると発表した。
2015年9月30日、キーウ地方行政裁判所は労農共産党とウクライナ共産党（革新）を禁止したが、両党とも控訴しなかった。
2015年10月、オデッサのレーニン像がスター・ウォーズの悪役ダース・ベイダーの像に姿を変えた。
2015年12月16日、キーウ地方行政裁判所は司法省の請求を全面的に認め、ウクライナ共産党の活動を禁止した。同党はこの禁止を欧州人権裁判所に控訴した。
2016年3月、東部の都市ザポリージャでレーニン、フェリックス・ジェルジンスキー、セルゲイ・キーロフの像とコムソモールの記念碑が撤去または取り壊された。ドニエプル水力発電所 (旧称レーニンダム) を見下ろす像は、ウクライナに現存するレーニン像としては最大のものだった。
2016年5月19日、ウクライナ議会はウクライナ第4の都市ドニプロペトロウシクの名前を「ドニプロ」に変更することを可決した。さまざまな場所の名前変更は、2016年5月20日に署名されて法律として成立した。
ウクライナ議会は2016年7月、2014年のロシアによるクリミア併合以来、ロシアの完全な管理下にあるクリミア半島内の新しい地名は、「一時的被占領地域のクリミア自治共和国とセヴァストポリのウクライナの一般的管轄権への復帰とともに発効する」と宣言した。
2017年5月、46人のウクライナ国会議員（46人の大部分が野党ブロック党の議員）が、2015年の脱共産主義法は違憲であるとしてウクライナ憲法裁判所に上訴した。
ウクライナ国家記憶研究所のウォロディーミル・ヴィアトロヴィチ所長は2018年2月、「全体主義政権の象徴を剥奪するという文脈での脱共産主義化は実際に完了した」と発表した。しかし、ヴィアトロヴィチによれば、キーウ市は遅れをとっているという。
2019年2月、ウクライナ中央選挙管理委員会は、ウクライナ共産党の規約、名称、シンボルが2015年の脱共産主義法に従っていないとの理由で、2019年ウクライナ大統領選挙へのペトロ・シモネンコ（共産党指導者）の立候補登録を拒否した。シモネンコはこの決定に対して控訴したが、控訴裁判所はウクライナ中央選挙管理委員会の決定を承認した。同年2月中に、ドニプロペトロウシク州が将来「シチェスラフ」に改名されることが発表された。
2019年7月16日、ウクライナ憲法裁判所は2015年の脱共産主義法の合憲性を認めた。
2020年11月7日、マラ・ロハン村で、学校の正面からウクライナ・ソビエト社会主義共和国の紋章が撤去された。

### ロシアのウクライナ侵攻後の改革
2022年4月27日（2022年のロシアによるウクライナ侵攻中）、キーウの「人民友好のアーチ」の下にある、1982年に設置されたウクライナとロシアの友好関係を象徴する労働者2人をかたどったブロンズ像（高さ8メートル）が、キーウ市長ビタリ・クリチコの命令により解体された。
2023年8月1日、キーウの祖国記念碑（国立ウクライナ第二次世界大戦中歴史博物館の一部）からソビエト連邦の国章が取り外され、その代わりに2023年8月23日（ウクライナ独立記念日の前日）にウクライナの国章が完全に設置された。この記念碑の名前は「ウクライナの母」に変更された。
2023年10月24日、ウォロディミル・ゼレンスキー大統領は、ウクライナにおける都市型定住の概念を廃止する法律第8263号に署名した。法律第8263号は、「ウクライナの行政および領土制度の特定の問題を解決するための手順の非ソビエト化」の促進を目的としていた。
2024年1月30日、リヴィウ州知事は、同州がウクライナで最初に地域内の共産主義時代の記念碑を全て撤去したと述べた。

## 批判

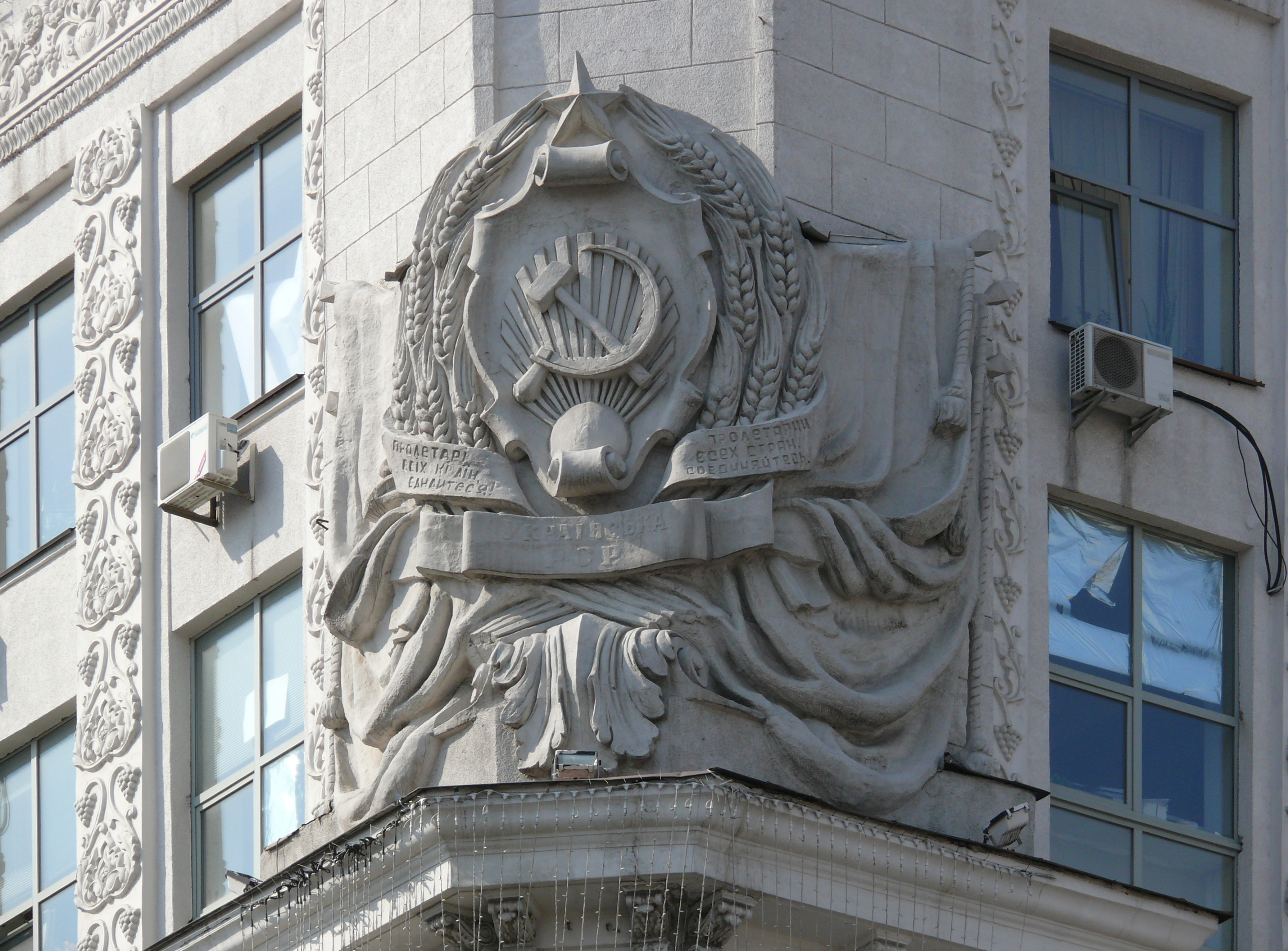
ハルキウ市庁舎に設置されていたウクライナ・ソビエト社会主義共和国の紋章。法律発効後に撤去された

2015年5月18日、OSCEは、この法律がウクライナにおける報道の自由に悪影響を与える可能性があると懸念を表明した。OSCEはまた、市民社会が法律に関する公の議論に参加する機会が欠如していると認識されていることに遺憾の意を示している。
ハルキウ人権保護団体は（2015年5月）、この法律は「（そのうちの一つは）多くのウクライナ人が抱いている意見の公の場での表現を事実上犯罪化している」と述べた。
2015年4月、ロシアの議員らは共産主義とナチスのシンボルを同一視するのは「冷笑的」だと主張し、ロシアの支援を受けた民兵組織はこの法律を非難した。 当時のドネツク人民共和国首長兼指導者のアレクサンドル・ザハルチェンコは、2016年2月下旬、改名された都市が「我々の管轄下に戻った」際には、脱共産主義前の名前に変更されると述べた。
2015年12月18日、ベニス委員会は、ウクライナの脱共産主義法は欧州の立法基準に準拠していないと表明し、特に共産党の禁止については批判的だった。
ロシア・ウクライナ危機のさなかの2022年2月、ロシアのウラジーミル・プーチン大統領の演説に関連して、プーチンは「現代のウクライナは共産主義のロシア、特にレーニンによって作られた」ため、ウクライナの脱共産主義は意味がないと主張した。BBCのヴィタリー・チェルボネンコは、1917年から1920年まで存在したウクライナ独立国家と、ウクライナをボリシェヴィキ・ロシアに組み込むことが目的としたレーニンのボリシェヴィキ政府とキエフの戦争（ソビエト・ウクライナ戦争）について、プーチンがいかに慎重に沈黙を守っていたかを指摘した。

## 結果
2015年12月16日以来、ウクライナでは3つの共産党（ウクライナ共産党、ウクライナ共産党（革新）、労農共産党）が禁止されている。この禁止を訴えた唯一の政党はウクライナ共産党であった。このため、ウクライナ共産党を禁止するという裁判所の決定は発効しなかった。しかし、2015年4月の脱共産主義法には、法務省が共産党の選挙参加を禁止できる規定が盛り込まれている。
ウクライナには1991年に5,500体のレーニン像があったが、2015年12月までに1,300体にまで減少した。2014年2月 (376体が破壊されたとき) から2015年12月までに、700体以上のレーニン像が撤去または破壊された。2017年1月16日、ウクライナ国家記憶研究所は、脱共産主義中に1,320のレーニン像が解体されたと発表した。
2017年1月16日、ウクライナ国家記憶研究所は、脱共産主義により5万1493の通り、広場、および「その他の施設」の名前が変更されたと発表した。2016年6月までに、19のラヨン（地区）、27の市街地、29の都市、48の都市型集落、119の農村集落、711の村の名前が変更された。ウクライナ第4の都市ドニプロペトロウシクはドニプロに改名された。ウクライナ第2の都市ハルキウでは、2016年2月初めまでに200以上の通り、5つの行政地区、4つの公園、1つの地下鉄駅の名前が変更された。
2016年全体で、5万1493の通りと987の都市と村、25のラヨンの名前が変更され、1,320体のレーニン像と1069体の他の共産主義者の記念碑が撤去された。いくつかの村では、節約のためにレーニン像が「共産主義者ではない歴史上の人物」に作り直された。最も有名な例の1つは、ダース・ベイダー像に作り直されたオデッサのレーニン像である。
2019年2月、ガーディアン紙は、ウクライナの占領地域を考慮しないならば、ウクライナに残っているレーニン像はチェルノブイリ立入禁止区域にある2体だけであると報じた。2021年1月、「ラジオ・フリー・ヨーロッパおよびラジオ・リバティー」は、（ウクライナ支配地域内の）3つの小村に残っている3体のレーニン像を発見した。
2021年1月時点でも、ウクライナの24の通りは、元ロシア宇宙飛行士で現統一ロシア国家院議員ワレンチナ・テレシコワにちなんだ名前が付けられている（それらのうち、6つはウクライナのロシア支配地域にある）、2015年の脱共産主義法によれば、これらは改名されるべきとされており、2022年に改名された。（現在ロシアに併合されているか分離主義者に占領されている地域を除く）ウクライナ最後のレーニン像は、2021年1月27日にオデッサ州イズマイル地区のスタリ・トロヤニで破壊された。
ウクライナ国家記憶研究所のウォロディーミル・ヴヤトロヴィチ所長は2018年2月、キーウの祖国記念碑の盾についているソ連の鎌と槌は、同国の脱共産主義法を順守するために撤去されウクライナの三叉槍に置き換えられるべきだと述べた。
2022年のロシアによるウクライナ侵攻の際、それ以前にウクライナ人によって撤去されたウクライナ国内の多くのレーニン像がロシア人・ウクライナ人によってロシア支配地域内に再設置された。

## 世論調査
2016年11月の世論調査では、回答者の48％がウクライナにおける共産主義イデオロギーの禁止を支持し、36％が反対、16％が未定だった。また、回答者の41％が国内のすべてのレーニン像を撤去する取り組みを支持しているのに対し、48％が反対、11％が未定であることも明らかになった。
社会学団体「Rating」の世論調査によると、2022年4月8日の時点で、ウクライナ人の76％が、ロシアによるウクライナ侵攻を受けて、ソビエト連邦やロシアにちなんだ名前の通りやその他の物の名前を変更する取り組みを支持している。

## 注記
1. ↑  この禁止には中華人民共和国、キューバ、チェコ共和国、ハンガリー、ラオス、ポーランド、ベトナムの国旗は含まれていない[要出典]
2. ↑  ベラルーシ、キューバ、ラオス、北マケドニア、タジキスタン、ウズベキスタンの国章は禁止されない[要出典]
3. ↑  これは、ロシア、ベラルーシ、ウズベキスタン、タジキスタン、そして以前はカザフスタンとトルクメニスタンの国歌には影響しない。それらはすべてソ連時代のメロディーを保持しているが、新しい歌詞が書かれている
4. ↑  2014年クリミア危機以来、クリミアとセヴァストポリ市の地位はロシアとウクライナの間で係争中である。ウクライナと国際社会の大多数はクリミアとセヴァストポリがウクライナの不可欠な部分であるとみなしている一方、ロシアはクリミアとセヴァストポリがロシアの不可欠な部分であり、セヴァストポリはクリミア連邦管区内の連邦市とみなしている[38][39][40]
5. ↑  リヴィウ州のブシク、リウネ州のラディヴィリウとサルニー、フメリニツキー州のDunaivtsi、チェルカースィ州のスミラや他の一部の町や村にもテレシコワ通りが存在した[65]